# Viviane Mosé
Viviane Mosé (Vitória, Espírito Santo; 16 de enero de 1964) es una poeta, filósofa, psicóloga y psicoanalista brasileña, especialista en la elaboración e implementación de políticas públicas.

## Biografía
Viviane Mosé tiene una maestría y doctorado en Filosofía por el Instituto de Filosofía y Ciencias Sociales de la Universidad Federal de Río de Janeiro. Publicó su tesis doctoral Nietzsche y las grandes políticas del lenguaje en 2005 en la editorial Civilização Brasileira.
 En 2005 y 2006 escribió y presentó el cuadro Ser o no ser, en Fantástico, donde llevó temas filosóficos al lenguaje cotidiano. Participó como comentarista del programa Liberdade de Expressão, de Rádio CBN, con Carlos Heitor Cony y Artur Xexéo. Ha publicado varios libros de poesía, filosofía y psicoanálisis. Hoy es socia y directora de contenidos de Usina Pensamento, además de colaboradora habitual del programa Encontro com Fátima Bernardes.

## Pensamiento filosófico
El trabajo teórico y filosófico de Vivan Mosé es de matriz nietzscheana. Algunos de sus textos se basan en interpretaciones de Friedrich Nietzsche.
Este proyecto –de “afirmación de la vida en el futuro”- implica necesariamente la noción de “pensamiento trágico”, elegido por el filósofo como el pensamiento que salvaría el estado de decadencia en el que se encontraba el hombre moderno (dijo Nietzsche) y en el que El hombre contemporáneo se encuentra todavía (dice Moisés) desde la consolidación del platonismo.
En el programa Café Filosófico, Mosé ha discutido y colaborado con temáticas como el arte, la educación, la tecnología, Nietzsche, el poder del cuerpo y la palabra.

## Obra

### Poesía
- Calor, (2017);
- Frio, (2017);
- Toda Palavra, (2008);
- Pensamento chão, (2007);
- Desato, (2006);
- Receita para lavar palavra suja, (2004);
- Escritos, (1990);
- Imagem Escrita, (1999);
- 7 + 1, Francisco Alves (1997).

### Filosofía y psicoanálisis
- Calor, (2017);
- Frio, (2017);
- Toda Palavra, (2008);
- Pensamento chão, (2007);
- Desato, (2006);
- Receita para lavar palavra suja, (2004);
- Escritos, (1990);
- Imagem Escrita, (1999);
- 7 + 1, Francisco Alves (1997).